# The Double Man
The Double Man is een Britse thriller uit 1967 onder regie van Franklin J. Schaffner.

## Verhaal
De zoon van CIA-agent Dan Slater sterft in Oostenrijk tijdens een skiongeluk. Hij vermoedt dat er kwaad opzet in het spel is en hij gaat op onderzoek uit. In Oostenrijk komt Slater terecht in een hinderlaag van de Oost-Duitse geheime dienst, die hem wil vervangen door een dubbelganger.

## Rolverdeling
| Acteur           | Personage           |
| ---------------- | ------------------- |
| Yul Brynner      | Dan Slater / Kalmar |
| Britt Ekland     | Gina                |
| Clive Revill     | Frank Wheatley      |
| Anton Diffring   | Kolonel Berthold    |
| Moira Lister     | Mevrouw Carrington  |
| Lloyd Nolan      | Edwards             |
| George Mikell    | Max Gruner          |
| Brandon Brady    | Gregori             |
| Julia Arnall     | Anna Wheatley       |
| David Bauer      | Andrew Miller       |
| Ronald Radd      | Generaal            |
| Kenneth J. Waren | Politiecommissaris  |
| David Healy      | Halstead            |
| Carl Jaffe       | Patholoog           |
| Douglas Muir     | Wilfred             |